# Шанор-Нортвју (Пенсилванија)
Шанор-Нортвју (енгл. Shanor-Northvue) насељено је место без административног статуса у америчкој савезној држави Пенсилванија.

## Демографија
По попису из 2010. године број становника је 5.051, што је 226 (4,7%) становника више него 2000. године.
| Група             | 2000.         | 2010.         |
| Белци             | 4.722 (97,9%) | 4.866 (96,3%) |
| Афроамериканци    | 19 (0,4%)     | 25 (0,5%)     |
| Азијати           | 32 (0,7%)     | 63 (1,2%)     |
| Хиспаноамериканци | 21 (0,4%)     | 54 (1,1%)     |
| Укупно            | 4.825         | 5.051         |